# 張檟
張檟（1533年—1602年），字叔養，號心吾，江西建昌府新城縣人，民籍，明朝政治人物。

## 生平
嘉靖三十七年（1558年）戊午科江西鄉試第十一名舉人。嘉靖三十八年（1559年）中式己未科會試第二百十九名，三甲第一百五十八名進士。授婺源縣知縣。四十三年七月授湖廣道試監察御史，巡按山西，因疏救鄒應龍，四十四年十一月被逮入京，廷杖六十，黜为民。
隆慶元年（1567年）正月起復原職，巡按直隸，二年十月升任尚寶司卿；三年七月擔任太僕寺少卿，曾经弹劾大学士高拱。四年十月考察以不謹闲住。
以丘橓、周世選薦，萬曆十三年六月起任南京大理寺右寺丞。次年，升任應天府府丞。萬曆十五年四月擔任大理寺左少卿，十二月升應天府府尹。萬曆十七年六月擔任南京大理寺卿；萬曆十八年正月任南京工部右侍郎。二十一年二月考察致仕。萬曆三十三年七月賜祭葬，三十四年贈南京工部尚書。

## 家族
曾祖張維德，義官；祖父張廷用，義官；父張蕙，母上官氏。永感下。兄张栋（监生）、张杞。弟张寀。
有子張應祥、張應祚。